# Castle Rock Brewery

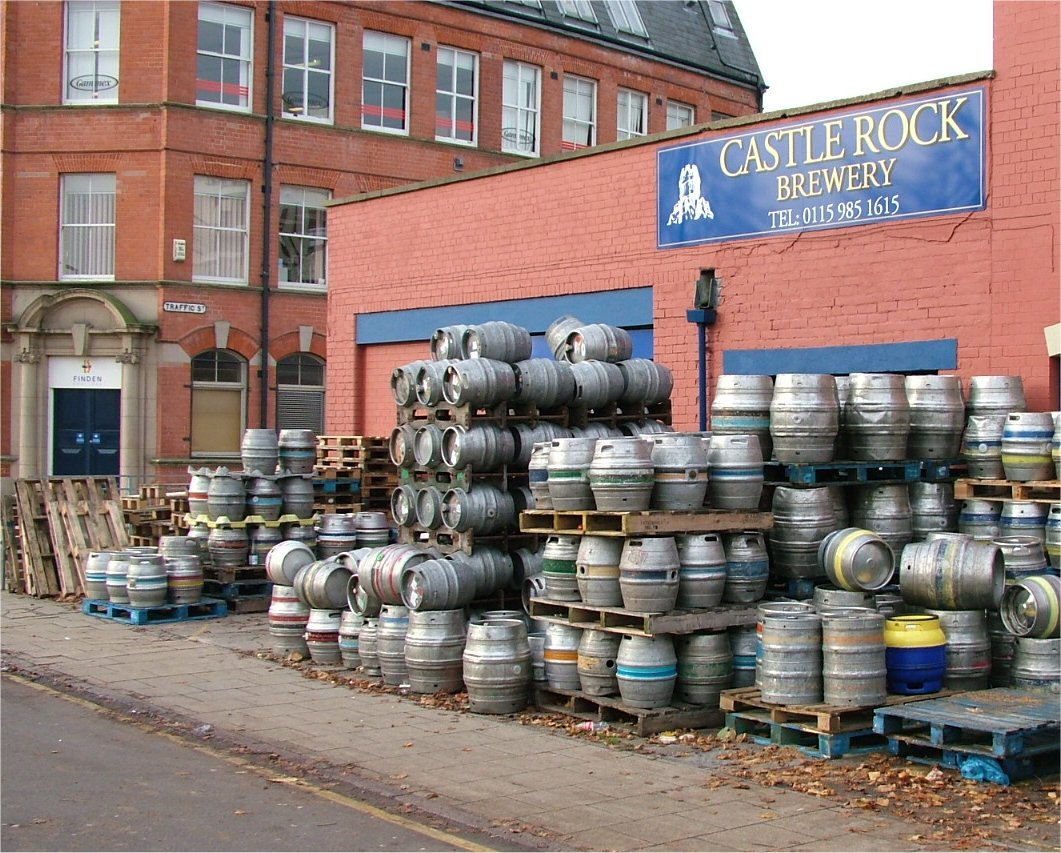
Castle Rock Brewery

Castle Rock Brewery Ltd, bryggeri i Nottingham, Nottinghamshire, Storbritannien. Bryggeriet producerar real ale och invigdes 1996.

## Exempel på varumärken
- Black Gold
- Nottingham Gold
- Hemlock